# Liste der Stolpersteine in Balduinstein
Die Liste der Stolpersteine in Balduinstein enthält alle fünf Stolpersteine, die im Rahmen des gleichnamigen Projekts von Gunter Demnig in Balduinstein verlegt wurden. Mit ihnen soll an Opfer des Nationalsozialismus erinnert werden, die in Balduinstein lebten und wirkten.
Der erste und bislang einzige Verlegetermin war der 5. Mai 2022, vormittags.

## Verlegte Stolpersteine
Zusammengefasste Adressen von Verlegeorten zeigen an, dass mehrere Stolpersteine an einem Ort verlegt wurden. Die Tabelle ist teilweise sortierbar; die Grundsortierung erfolgt alphabetisch nach dem Verlegeort. Die Spalte Person, Inschrift wird nach dem Namen der Person alphabetisch sortiert.
| Bild | Person, Inschrift                                                                                  | Verlegeort       | Verlegedatum | weitere Informationen |
| ---- | -------------------------------------------------------------------------------------------------- | ---------------- | ------------ | --------------------- |
|      | HIER WOHNTE PAUL BORCHARDT JG. 1893 FLUCHT 1937 USA                                                | Hauptstraße 7 ·  | 5. Mai 2022  |                       |
|      | HIER WOHNTE ALIDA BORCHARDT GEB. STERN JG. 1900 FLUCHT 1937 USA                                    | Hauptstraße 7 ·  | 5. Mai 2022  |                       |
|      | HIER WOHNTE LUDWIG BORCHARDT JG. 1925 FLUCHT 1937 USA                                              | Hauptstraße 7 ·  | 5. Mai 2022  |                       |
|      | HIER WOHNTE EMANUEL STERN JG. 1871 DEPORTIERT 1942 THERESIENSTADT ERMORDET 23.6.1943               | Hauptstraße 28 · | 5. Mai 2022  |                       |
|      | HIER WOHNTE BETTY STERN GEB. OPPENHEIMER JG. 1877 DEPORTIERT 1942 THERESIENSTADT ERMORDET 3.3.1943 | Hauptstraße 28 · | 5. Mai 2022  |                       |